# Prasso (Gioura)
Prasso (grekiska: Πράσσο) eller Grammeza (grekiska: Γραμμέζα) är en mindre ö i Grekland. Den ligger söder om Gioura och öster om Kyra Panagia i ögruppen Sporaderna och regionen Thessalien, i den östra delen av landet, 160 km norr om huvudstaden Aten. Arean är 1,1 kvadratkilometer.